# Рудолф Даслер
Рудолф Даслер (на немски: Rudolf Dassler) е германски предприемач, създател на известната компания за спортни обувки и облекло „Пума“ (PUMA). Той е по-голям брат на Адолф Даслер.

## Биография
Рудолф Даслер е роден на 26 март 1898 в Херцогенаурах, Германия. Баща му, Кристоф Даслер, е работник в обувна фабрика, а майка му Паулин държи малка пералня. Рудолф се присъединява към баща си в обувната фабрика след като завършва училище, но получава повиквателна за армията и участва в Първата световна война.
През 1924 г. се завръща в родния си град, където брат му Адолф Даслер е започнал да произвежда обувки. Рудолф се присъединява към него и двамата основават „Гебрюдер Даслер Шуфабрик“ (Gebrüder Dassler Schuhfabrik – Обувна фабрика на братята Даслер).
С идването на власт на Адолф Хитлер през 30-те години братята Даслер се присъединяват към Националсоциалистическата партия, като се смята, че Рудолф е по-пламенният националсоциалист.
По време на Олимпиадата през 1936 г. Ади Даслер предлага на американския спринтьор Джеси Оуенс да използва новите му обувки с шпайкове. След като Оуенс печели четири златни медала неговият успех прави световноизвестни и обувките Даслер.
Бизнесът на братята разцъфтява и през годините преди Втората световна война те продават повече от 200 000 чифта годишно.
През 1948 г. братята разделят бизнеса си. Адолф кръщава фирмата си Адидас от Ади Даслер, а Рудолф кръщава своята фирма Руда от Рудолф Даслер.
Компанията на Рудолф се преименува на „Пума Шуфабрик Рудолф Даслер“ (PUMA Schuhfabrik Rudolf Dassler) през 1948 г. и излиза на борсата през 1986 г. През годините продължава спонсорството на известни отбори и спортисти.
Умира на 27 октомври 1974 г. от рак на белите дробове.